# Robert de Ferrers, 1. Earl of Derby
Robert de Ferrers, 1. Earl of Derby († 1139), auch Earl Ferrers und Earl of Nottingham genannt, war ein anglonormannischer Magnat.

## Herkunft und Erbe
Robert de Ferrers war der dritte Sohn des normannischen Magnaten Henry de Ferrers und dessen Frau Bertha. Robert wird erstmals nach seinen älteren Brüdern Engenulph und William in der Gründungsurkunde von Tutbury Priory erwähnt, das sein Vater zwischen 1087 und 1100 gestiftet hatte. Sein Vater starb zwischen 1093 und September 1100, seine Mutter erbte die Baronie Tutbury in Staffordshire. Roberts ältester Bruder William erbte die Besitzungen in der Normandie, er unterstützte den Thronanspruch von Robert Curthose und wurde dabei 1106 in der Schlacht bei Tinchebray gefangen genommen. Sein Bruder Engenulph, der die Besitzungen in England geerbt hatte, wird letztmals 1100 erwähnt. Anscheinend erbte Robert nach dessen Tod die Besitzungen seines Vaters in England, die etwa 210 Güter umfassten. Über die Hälfte dieser Besitzungen lagen dabei in Derbyshire.

## Magnat unter Heinrich I.
Im Gegensatz zu seinem Bruder William unterstützte Robert bereits früh den Thronanspruch von Heinrich I., dem er als Verwalter in Derbyshire und anderen Counties diente. Dabei war er vornehmlich in den Midlands tätig. Mit Unterbrechungen wird er auch als Zeuge in königlichen Urkunden erwähnt, nämlich 1107 in Westminster, 1122 in Nottingham, 1123 in Winchester und 1131 in Northampton. Es gibt keinen Nachweis, dass Ferrers den König bei seinen Besuchen in dessen französischen Besitzungen begleitet hat. 1129 oder 1130 wurde ihm die Bewirtschaftung von Wirksworth in Derbyshire übertragen. In dieser Region gab es ergiebige Bleibergwerke, aus denen er jährliche Einkünfte in Höhe von etwa £ 80 bezog. Um diese Zeit schenkte er die Kirche von Potterspury in Northamptonshire an Bernard the Scribe.

## Unterstützer von Stephan von Blois
Nachdem König Heinrich I. 1135 ohne männliche Nachkommen gestorben war, wurde Ferrers zu einem der führenden Unterstützer von Heinrichs Neffen Stephan von Blois, der anstelle von Heinrichs Tochter Matilda den Thron beanspruchte. Ferrers gehörte Anfang Januar 1136 zum Gefolge von Stephan in Reading, im Februar in York und zu Ostern am 7. April in Westminster sowie anschließend in Oxford. Dabei bezeugte Ferrers zahlreiche Urkunden, die Stephan als König ausstellte, darunter die Urkunde, in der der König die Privilegien der Kirche in England bestätigte. Als es zwischen König Stephan und Heinrichs Tochter Matilda zum offenen Thronfolgekrieg, der sogenannten Anarchie kam, blieb Ferrers weiter ein bedeutender Unterstützer von Stephan. Er konnte seinen Schwiegersohn Walkelin Maminot auf die Seite Stephans ziehen und könnte schon Anfang August 1138 an der Belagerung von Shrewsbury teilgenommen haben. Seine wichtigste militärische Aktion während des Thronfolgekriegs war jedoch die Schlacht der Standarten, in der er am 22. August 1138 zusammen mit Graf Wilhelm von Aumale, William Peverel, Geoffrey Aiselin, Walter Espec und Gilbert de Lacy den schottischen König David I. und seine Verbündeten schlug. Aus Dankbarkeit erhob König Stephan Ferrers zum Earl. Von nun an wurde er in den nächsten Urkunden unterschiedlich als Earl Ferrers, Earl of Derby oder Earl of Nottingham bezeichnet. Er starb jedoch schon im folgenden Jahr.

## Heirat und Nachkommen
Angeblich soll Ferrers Hawise (auch Havisa), eine Tochter des bretonischen Barons André de Vitré (Haus Vitré) geheiratet haben, wofür es jedoch keine überzeugenden Belege gibt. Mit ihr hatte er mindestens einen Sohn und mehrere Töchter, darunter:
- Robert de Ferrers, 2. Earl of Derby († 1159)
- Tochter ⚭ Walkelin Maminot († 1170)
- Tochter ⚭ Ralph Paynel, Lord of Dudley, Worcestershire.

Ferrers war ein großzügiger Förderer von Tutbury Priory, daneben förderte er auch Nostell Priory und legte einen Streit mit der Abtei St Modwin in Burton-upon-Trent bei. Sein Erbe wurde sein Sohn Robert.